# (36931) 2000 SS220
2000 SS220 (asteroide 36931) é um asteroide da cintura principal. Possui uma excentricidade de 0.06390250 e uma inclinação de 7.36821º.
Este asteroide foi descoberto no dia 26 de setembro de 2000 por LINEAR em Socorro.